# Lathys narbonensis
Lathys narbonensis là một loài nhện trong họ Dictynidae.
Loài này thuộc chi Lathys. Lathys narbonensis được Eugène Simon miêu tả năm 1876.